# Epidendrum kautskyi
Epidendrum kautskyi é uma espécie rupícola de vigoroso crescimento, com tronco de até 1 metro de altura, roliços, portando folhas laterais de 15 centímetros de comprimento. Folhas sulcadas e coriáceas, de cor verde-claro. Inflorescências que aparecem no ápice dos troncos, mais ou menos globulares, com 10 centímetros de altura e portando de 10 a 15 flores. Flor de 3 centímetros de diâmetro, com pétalas e sépalas verdes com estrias púrpuras. Labelo reniforme e com as bordas levemente recurvadas para trás, de cor verde-brilhante com centro branco.
Floresce na primavera.